# 葛守仁
葛守仁（英語：Ernest S. Kuh，1928年10月2日—2015年6月27日），美籍华裔电子学家，浙江嘉兴人，原伯克利加州大学工学院院长。

## 生平
葛守仁出生于北京，早年就读于上海市南洋模范中学。1945年考入交通大学。1947年前往美国留学，先后获密歇根大学、麻省理工学院、斯坦福大学学士、硕士与博士学位。毕业后在贝尔电话实验室从事研究。1956年起任教于伯克利加州大学电子工程与计算机科学系，1968年至1972年间任系主任。1973年到1980年出任伯克利加州大学工学院院长。1993年退休。
葛守仁是电气电子工程师学会（IEEE）、美国科学促进会（AAAS）等学会成员，同时也是美国国家工程院院士（1975年）、中央研究院院士（1976年）、中国科学院外籍院士（1998年）。他还在上海交通大学、清华大学、北京大学等校任荣誉教授。